# Řád květů paulovnie
Řád květů paulovnie (japonsky: 桐花章) je státní vyznamenání Japonska. Vznikl v roce 1888 v období reforem Meidži jako nejvyšší třída Řádu vycházejícího slunce. V roce 2003 byla tato třída vyčleněna do samostatného řádu. Od toho roku je udílen v jediné třídě velkostuhy, která je v hierarchii výše než nejvyšší třída Řádu vycházejícího slunce, ale níže než Řád chryzantémy.

## Historie
Řád vznikl v roce 1888 v období reforem Medži. V té době šlo o nejvyšší třídu Řádu vycházejícího slunce. Během reforem, které proběhly v roce 2003, se tato třída osamostatnila do nového Řádu květů paulovnie.

## Pravidla udílení
Tradičně je udílen předním státníkům, bývalým předsedům vlády a starším vládním ministrům, diplomatům a soudcům. Může být udělen i posmrtně. Není udílen každoročně a mohou jím být vyznamenáni jak občané Japonska tak cizí státní příslušníci.
Od roku 2003 je udílen v jediné třídě velkostuhy.

## Insignie

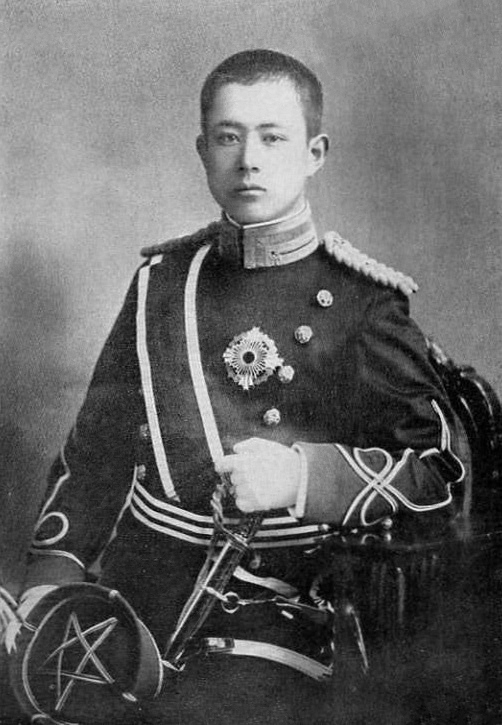
Stuha a řádová hvězda, ještě jako nejvyšší třída Řádu vycházejícího slunce

Řádový odznak má podobu pozlaceného kříže s bíle smaltovanými paprsky s centrálním červeně smaltovaným slunečním kotoučem, který je obklopen červeně smaltovanými slunečními paprsky. Mezi rameny kříže jsou tři květy paulovnie. Ke stuze je odznak připojen přechodovým prvkem v podobě barevně smaltovaného listu paulovnie s třemi květy.
Stuha je červená se širokými bílými pruhy při okrajích.
Odznak je nošen na široké stuze spadající z pravého ramene na protilehlý bok.
Řádová hvězda má shodný tvar s řádovým odznakem, pouze chybí přechodový prvek. Hvězda se nosí nalevo na hrudi.